# أكارنانيا
أكارنانيا (بالإنجليزية: Acarnania)‏ و (باليونانية: Ακαρνανία)‏ وهو إقليم يقع في الوسط الغربي من اليونان على طول البحر الأيوني غرب أيتوليا مع نهر أخيلوس ويتواجد في هذا الإقليم مدينة ستراتوس، أيتوليا كي أكارنانيا.